# Малый Спирин
Ма́лый Спи́рин (хак. Азах сӧӧт — «Нижний тальник») — аал в Ширинском районе Хакасии. Административный центр Спиринского сельсовета.

## География
Находится на правом берегу реки Туим, западнее Берёзового озера, в 7 км к югу от райцентра — села Шира и одноимённой ж-д. станции.

## Население
| 2002 | 2010 |
| ---- | ---- |
| 751  | ↘696 |

## История
Основан в 1860 году. В 1930-е годы основан колхоз «Аргыстар» («Товарищи»). 

## Экономика
Работает АПОТ «Ширинское» (животноводство, земледелие).

## Инфраструктура
Общеобразовательная школа, клуб, библиотека.